# Caduca phronimus
Caduca phronimus är en fjärilsart som beskrevs av Rothschild 1920. Caduca phronimus ingår i släktet Caduca och familjen nattflyn. Inga underarter finns listade i Catalogue of Life.